# Suka Cinta (Muara Kuang)
Suka Cinta is een bestuurslaag in het regentschap Ogan Ilir van de provincie Zuid-Sumatra, Indonesië. Suka Cinta telt 1820 inwoners (volkstelling 2010).